# Oskar Georgi
Heinrich Oskar Georgi (* 6. April 1862 in Bockendorf; † 3. Februar 1934 in Dresden) war ein sächsischer Generalmajor.

## Leben
Georgi wurde 1883 zum Fähnrich in der sächsischen Armee ernannt. Er avancierte am 27. Januar 1884 zum Leutnant beim 1. Feldartillerieregiment Nr. 12 und wurde zum Trainbataillon Nr. 12 in Dresden abkommandiert, wo er in der 2. Kompanie diente. In den nächsten Jahren wurde er unter anderem als Bataillonsadjutant unter dem Kommandeur Oskar von Krauß verwendet, wobei er in dieser Eigenschaft am 22. September 1890 zum Oberleutnant avancierte In den weiteren Jahren diente er weiterhin unter verschiedenen Bataillonskommandeur als Adjutant und wurde darauf zur Korps-Intendantur abkommandiert. In dieser Eigenschaft avancierte er am 17. September 1895 zum Hauptmann ohne Patent. Das Patent erhielt er am 17. Mai 1896, wobei er weiterhin als Intendanturrat wirkte. Nach Erschaffung des 2. Trainbataillons Nr. 19 mit Standort in Leipzig wurde Georgi zum Kompaniechef der 3. Kompanie ernannt. Nach einigen Jahren wurde Hauptmann Georgi in die Reserve versetzt und zum Militärintendanturrat im XII. (I. Königlich Sächsisches) Armee-Korps ernannt. Nach mehrjähriger Verwendung wurde Georgi wieder angestellt und am 11. Januar 1907 unter Beförderung zum Major als etatsmäßiger Stabsoffizier dem Stabe des 2. Trainbataillons Nr. 19 zugeteilt, wobei er im Jahr 1910 zum Bataillonskommandeur des 1. Trainbataillons Nr. 12 ernannt wurde. Am 13. September 1912 erfolgte dabei seine Beförderung zum Oberstleutnant.
Nach Ausbruch des Ersten Weltkrieges rückte Georgi mit seinem Bataillon an die Front und wurde schon im Oktober 1914 mit dem Eisernen Kreuz ausgezeichnet. Er diente im Krieg zuletzt als Kommandeur der Munitions-Kolonne und Trains im Armeeoberkommando und schied als Generalmajor aus dem aktiven Heeresdienst aus.
Georgi ist auf dem Johannisfriedhof Tolkewitz begraben.